# Índice de similitud con la Tierra

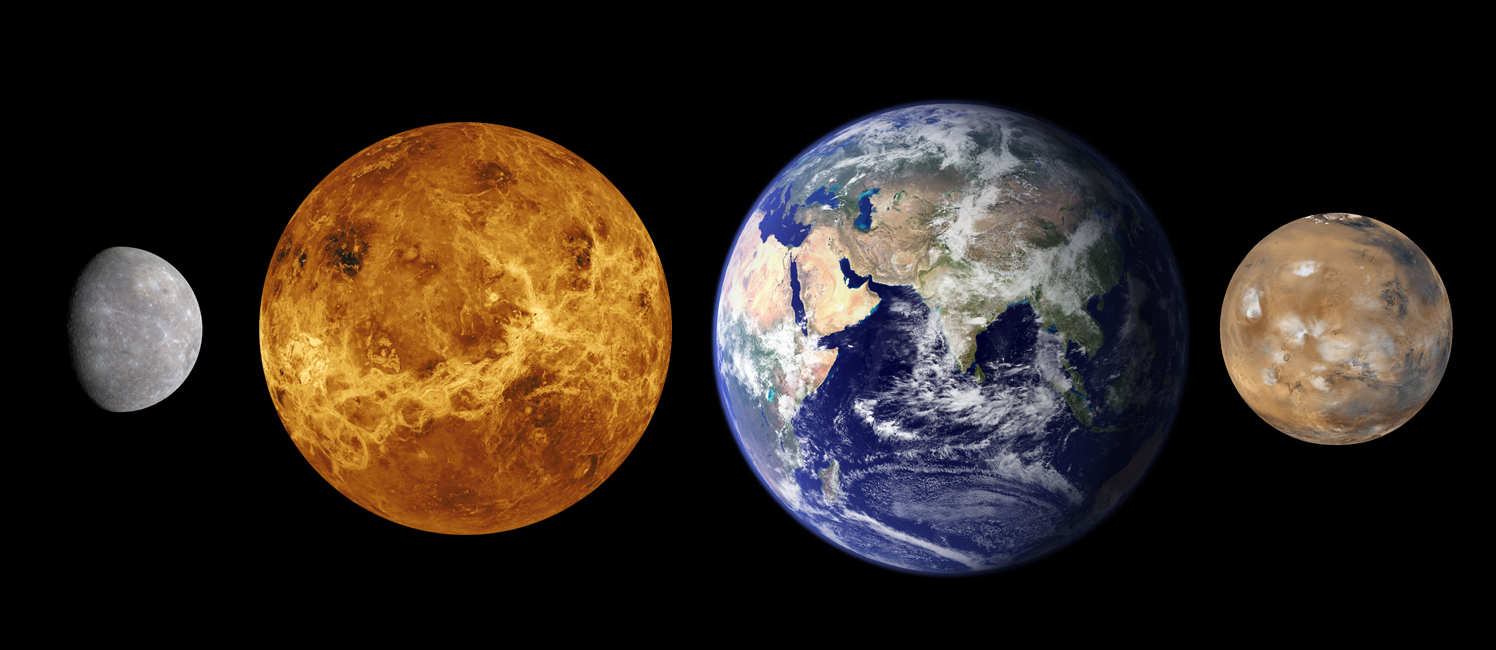
Aunque difieren en tamaño y temperatura, los planetas terrestres del sistema solar tienden a tener altos IST: Mercurio (0.39), Venus (0.78), la Tierra (1.00) y Marte (0.64). Imágenes en color verdadero y con dimensiones a escala.

El índice de similitud con la Tierra, IST (ESI en inglés, Earth Similarity Index), es una medida que indica la similitud de un objeto planetario con la Tierra. Su rango está comprendido entre los valores 0 y 1, siendo 1 el valor referencia de la Tierra. El IST fue diseñado para catalogar exoplanetas potencialmente habitables, aunque también puede ser aplicado a satélites naturales y otros objetos. Para estimar el «índice de similitud con la Tierra» de un cuerpo planetario, se necesita conocer su radio, densidad, velocidad de escape y temperatura superficial. Estos parámetros se suelen calcular sobre la base de una o más variables conocidas. Por ejemplo, para obtener la temperatura en superficie se consideran la irradiación, calentamiento por marea, albedo, insolación y calentamiento por efecto invernadero del planeta. En caso contrario, se emplea la temperatura de equilibrio planetario o se infiere de otros parámetros.
Un exoplaneta que tenga un elevado IST (es decir, con valores comprendidos entre 0.8 y 1) es probable que sea rocoso y que disponga de una temperatura superficial moderada.
El IST no es una medida de habitabilidad, aunque debido a su referencia con la Tierra, algunas de sus funciones se asemejan a este tipo de medidas. Tanto el ESI (IST) como los análisis de la zona de habitabilidad tienen en común el uso de la temperatura superficial como función principal así como su relación con la Tierra.
Según el IST, no hay otros planetas o satélites en el sistema solar que guarden un estrecho parentesco con nuestro planeta (el segundo clasificado es Venus con un IST de 0.78). Por el contrario, se han encontrado exoplanetas con valores de IST más cercanos al terrestre. Entre aquellos que ya han sido confirmados oficialmente, los que registran un mayor IST son Kepler-438b (0.88) y Kepler-296e (0.85). Sin embargo, los métodos empleados actualmente en la búsqueda de exoplanetas son principalmente indirectos (es decir, no por observación directa sino por estudio de la estrella anfitriona), por lo que existen un alto número de objetos planetarios cuya existencia ha sido detectada pero que aún están pendientes de confirmación. Entre ellos figuran algunos candidatos que, de probarse su presencia, contarían con valores de IST aún superiores (como KOI-4878.01, con un índice de similitud de 0.98). Además, existen varios candidatos a exolunas que cuentan con un IST superior a 0.85 (HD 222582 b m, KOI 375.01 m, KOI-2933.01 m y KOI-422.01 m).
El 4 de noviembre de 2013, un grupo de astrónomos informaron, empleando los datos obtenidos de la misión Kepler, que podría haber hasta 40 000 millones de planetas en la Vía Láctea del tamaño de la Tierra orbitando a estrellas similares al Sol y a enanas rojas en su zona habitable. 11 000 millones de ellos podrían orbitar a estrellas tipo G como el Sol, por lo que es improbable que estén anclados por marea (es decir, sin ciclos día-noche) o que estén expuestos a las intensas fulguraciones propias de las enanas rojas. Según los expertos, el más cercano podría estar a apenas 12 años luz de la Tierra. Estos exoplanetas serían potenciales candidatos a análogos terrestres o exotierras.

## Formulación
El IST está definido por la expresión:
{\displaystyle IST=\prod _{i=1}^{n}\left(1-\left|{\frac {x_{i}-x_{i_{0}}}{x_{i}+x_{i_{0}}}}\right|\right)^{\frac {w_{i}}{n}}}
Donde {\displaystyle x_{i}} es una de las características del planeta (por ejemplo, temperatura superficial), {\displaystyle x_{i_{0}}} es el valor de referencia terrestre para ese atributo (en términos de temperatura, 288 K), {\displaystyle w_{i}} es el peso otorgado a la propiedad, y n es el número total de propiedades del planeta. Los pesos colocados en forma de exponente ajustan la sensibilidad de la escala e igualan sus significados a través de las distintas propiedades. El conjunto de propiedades, sus valores de referencia y sus exponentes de peso figuran en la siguiente tabla.
| Propiedad               | Valor de referencia | Peso |
| ----------------------- | ------------------- | ---- |
| Radio medio             | 1.0                 | 0.57 |
| Densidad aparente       | 1.0                 | 1.07 |
| Velocidad de escape     | 1.0                 | 0.70 |
| Temperatura superficial | 288 K               | 5.58 |

El IST ha sido dividido en dos componentes para medir los diferentes aspectos de similitud física: El IST Interior y el IST Superficial. El radio medio y la densidad aparente comprenden el IST Interior, mientras que la velocidad de escape y la temperatura superficial, el IST Superficial. El IST Global se suele citar como una medida global.

## Planetas con un IST relativamente alto

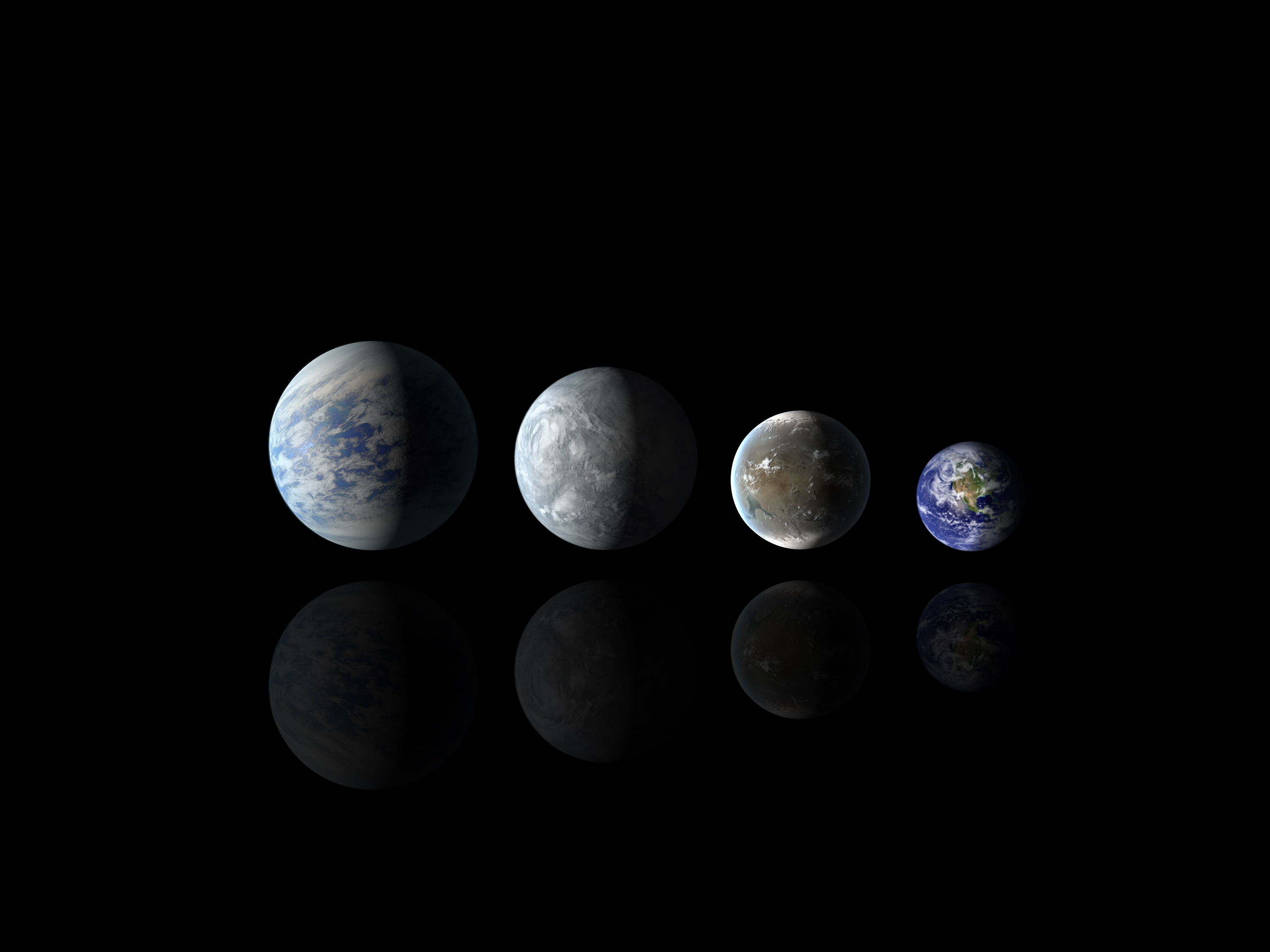
Comparación de las dimensiones de los planetas Kepler-69c, Kepler-62e (0.82), Kepler-62f (0.69) y la Tierra. Todas las representaciones, salvo la terrestre, son concepciones artísticas.

Los planetas extrasolares dominan la lista de objetos conocidos tipo-Tierra. Sin embargo, la clasificación es incierta, puesto que algunos de los métodos de detección empleados dejan importantes dudas sobre el valor de algunos de los parámetros empleados para el cálculo del IST. Así, el método de tránsito (uno de los más exitosos), es particularmente preciso en la medición del radio, pero con frecuencia la masa y la densidad son estimadas. De igual modo, el método de velocidad radial es muy certero en la estimación de la masa del objeto, pero poco útil para conocer su radio. Los planetas que han podido ser observados por varios métodos tienen un IST más ajustado a la realidad.
Se ha determinado que los siguientes planetas tienen un índice de similitud con la Tierra superior a Venus y Marte:
| Planeta       | IST Global | Estado        |
| ------------- | ---------- | ------------- |
| KOI-4878.01   | 0.98       | Sin confirmar |
| KOI-3456.02   | 0.93       | Sin confirmar |
| KOI-5737.01   | 0.90       | Sin confirmar |
| Kepler-438b   | 0.88       | Confirmado    |
| KOI-5806.01   | 0.88       | Sin confirmar |
| KOI-5499.01   | 0.86       | Sin confirmar |
| Kepler-296e   | 0.85       | Confirmado    |
| KOI-2194.03   | 0.85       | Sin confirmar |
| Gliese 667 Cc | 0.84       | Confirmado    |
| Kepler-442b   | 0.84       | Confirmado    |
| KOI-2626.01   | 0.84       | Sin confirmar |
| KOI-3010.01   | 0.84       | Sin confirmar |
| KOI-4742.01   | 0.84       | Sin confirmar |
| Kepler-452b   | 0.83       | Confirmado    |
| Kepler-62e    | 0.83       | Confirmado    |
| Gliese 581 g  | 0.96       | Sin Confirmar |
| Kepler-22b    | 0.95       | Confirmado    |
| Luyten b      | 0,86       | Confirmado    |

## IST de objetos no planetarios

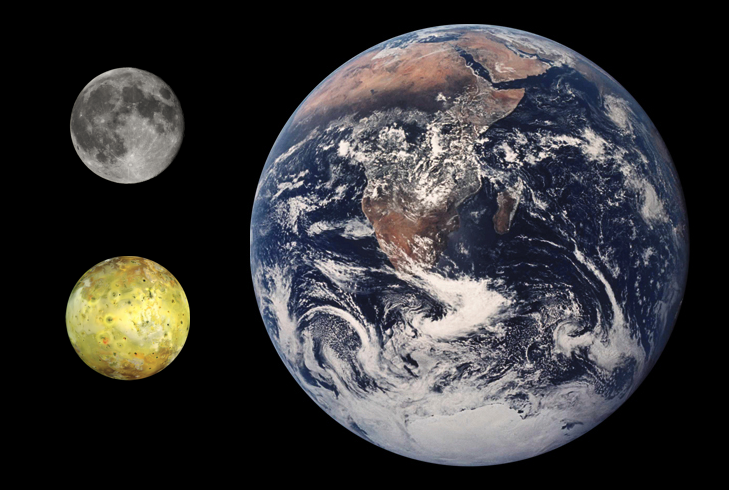
La Luna, Ío y la Tierra a escala.

El IST puede aplicarse a objetos no planetarios, como satélites naturales, planetas enanos y asteroides, aunque las comparaciones suelen reflejar un menor IST Global debido a la densidad inferior y a su temperatura, al menos en los del Sistema Solar.
A continuación, pueden observarse los IST correspondientes a algunos de estos cuerpos:
| Objeto        | Clasificación            | IST Global |
| ------------- | ------------------------ | ---------- |
| HD 222582 b m | Exoluna (sin confirmar)  | 0.86       |
| Europa        | Satélite natural         | 0.64       |
| Luna          | Satélite natural         | 0.56       |
| Ío            | Satélite natural         | 0.36       |
| Calisto       | Satélite natural         | 0.34       |
| Ganímedes     | Satélite natural         | 0.29       |
| Ceres         | Planeta enano, asteroide | 0.27       |
| Vesta         | Asteroide                | 0.256      |
| Titán         | Satélite natural         | 0.24       |
| Palas         | Asteroide                | 0.222      |
| Titania       | Satélite natural         | 0.10       |
| Encélado      | Satélite natural         | 0.094      |
| Plutón        | Planeta enano            | 0.075      |
| Tritón        | Satélite natural         | 0.074      |

De ellos, solo Titán cuenta con una atmósfera significativa a pesar de un menor tamaño y densidad.